# Miesięcznik literacko-artystyczny
Miesięcznik literacko-artystyczny – czasopismo, poświęcone tematyce sztuki i literatury (zwłaszcza modernistycznej), które było wydawane tylko w 1911 w Krakowie. Redaktorem pisma był Józef Retinger. Publikowano w nim m.in. wiersze Wacława Berenta „Z marginaliów Oziminy“, tom drugi „Mangghi“ Feliksa Jasieńskiego, „Listy do Adama Chmiela“ Stanisława Wyspiańskiego, utwory Zofii Wojnarowskiej, Bolesława Leśmiana i innych.